# Tony Vaccaro
Pour les articles homonymes, voir Vaccaro.
Michelantonio Celestino Onofrio Vaccaro, dit Tony Vaccaro, né à Greensburg (Pennsylvanie) le 20 décembre 1922 et mort le 28 décembre 2022 dans la même ville, est un photographe et photojournaliste de guerre américain, célèbre pour ses photographies de la Seconde Guerre mondiale.

## Biographie
En raison de la mort prématurée de ses parents, Tony Vaccaro passe son enfance avec ses deux sœurs au Molise en Italie, d'où est originaire sa famille. Au début de la Seconde Guerre mondiale, en 1939, il retourne aux États-Unis pour fuir le régime fasciste, mais il est enrôlé dans l'armée en 1944 et envoyé en Europe avec la 83e division d'infanterie. De 1944 à 1945, il réalise les photographies de guerre qui l'ont rendu célèbre : Débarquement de Normandie, Bataille de Normandie, Bataille des Ardennes, libération du Luxembourg, conquête de l'Allemagne, chute de Berlin etc. Durant toute cette période il prendra plus de 8 000 clichés.
Au sortir de la guerre, Vaccaro demeure en Allemagne et travaille notamment pour le journal Stars and Stripes. De retour aux États-Unis en 1949, il embrasse une carrière de photographe de mode et de célébrités et travaille pour les journaux Life, Look et Flair. Il retourne à Rome en 1954 où il reste correspondant pour le magazine Time Life durant deux années.
Tony Vaccaro est marié à Anja Lehto. Il vit et travaille à New York à Long Island.
Il meurt à l’âge de 100 ans à Greensburg, le 28 décembre 2022.

## Prix, récompenses, décorations
- 1994, Chevalier de la Légion d'honneur
- Chevalier de l'Ordre des Arts et des Lettres

## Collections
- Metropolitan Museum of Art de New York
- Musée national d'art moderne, Paris
- George Eastman House, Rochester

## Expositions
Liste non exhaustive
- 2010, de mai à décembre, exposition de photos de guerre 1944/1945 en Ille-et-Vilaine, France  (archives départementales d'Ille-et-Vilaine)

Membre de la 83e division d’infanterie, Tony Vaccaro débarque en Normandie fin juin 1944. Son régiment entre en Bretagne le 2 août et reçoit l’ordre de prendre Dol-de-Bretagne, Cancale, Saint-Malo puis Dinard. Son parcours le mène à Paramé, Dinan, Pleurtuit, Saint-Briac-sur-Mer, Vern-sur-Seiche et Corps-Nuds. Après un passage à Nantes, les combats le mènent vers l’est de l’Europe jusqu’à Berlin. 
- 2008, Musée d'histoire contemporaine, exposition collective (du 21 oct. au 20 déc.), Paris
- 2006, Long Island
- 2005, Maison des Amériques, Munich
- 2002, Galerie Im Gang, Leipzig
- 1994-95, Des Plages du Débarquement à Berlin, 1944-1945: Photographies de Tony Vaccaro, Musée national de la coopération franco-américaine, Blérancourt

## Publications
- Entering Germany, éditions Taschen, 2001  (ISBN 978-3822859087)
- (en) Shots of war, éditions Art Stock, 2003  (ISBN 978-3905597349)